# Nymphonidae
Nymphonidae – rodzina kikutnic z nadrodziny Nymphonoidea lub rzędu Nymphonomorpha.
Kikutnice ta mają sprawne i dobrze rozwinięte chelifory i chelae oraz pięcioczłonowe nogogłaszczki. Ich dziesięcioczłonowe owigery zaopatrzone są w silnie rozwinięte strigilis, pazur końcowy oraz ząbkowane kolce. Pazurki boczne na propodusie obecne.
Rodzina ta klasyfikowana jest w nadrodzinie Nymphonoidea lub rzędzie Nymphonomorpha i obejmuje następujące rodzaje:
- Boreonymphon Sars, 1888
- Heteronymphon Gordon, 1932
- Neonymphon Stock, 1955
- Nymphon Fabricius, 1794 (kikutnica czerwona – jedyny przedstawiciel żyjący w Bałtyku)
- Pentanymphon Hodgson, 1904
- Sexanymphon Hedgpeth et Fry, 1964